# Società Polisportiva Ars et Labor 1985-1986
Questa pagina raccoglie le informazioni riguardanti la Società Polisportiva Ars et Labor nelle competizioni ufficiali della stagione 1985-1986.

## Stagione
Nella stagione 1985-1986 in casa biancazzurra vi sono grosse novità: dopo nove anni di presidenza, Primo Mazzanti passa la mano alla triade Rossatti-Nicolini-Tamborini, gli ultimi due milanesi. Della carica di presidente viene investito Giorgio Rossatti. Al timone tecnico della squadra rimane Giovanni Galeone, con un organico profondamente rinnovato e ringiovanito. Nella Coppa Italia di Serie C la SPAL disputa il girone di qualificazione, vinto dal Modena che accede ai sedicesimi di finale della manifestazione.
La SPAL disputa una stagione tranquilla, con un rendimento incostante ma ricca di partite di buona levatura ed importante trampolino di lancio per i giovani che Galeone fa esordire. Sono Carlo Bresciani e Stefano Ferretti i due senatori di una squadra ringiovanita. Il sesto posto in classifica con 38 punti, a nove punti dalla vetta e otto dalla zona retrocessione è il risultato di un'annata senza patemi e tutto sommato positiva. Tra la nuova società ed il tecnico si va tacitamente verso la rottura, dietro le quinte spunta la candidatura di Ferruccio Mazzola.

## Rosa
| N. |                     | Ruolo | Calciatore          |
| -- | ------------------- | ----- | ------------------- |
|    | Italia (bandiera)   | C     | Alessandro Baiesi   |
|    | Italia (bandiera)   | A     | Carlo Bresciani     |
|    | Italia (bandiera)   | C     | Ruben Buriani       |
|    | Italia (bandiera)   | P     | Riccardo Cervellati |
|    | Italia (bandiera)   | C     | Luca Chiappino      |
|    | Svizzera (bandiera) | D     | Ercole D'Eustacchio |
|    | Italia (bandiera)   | D     | Paolo Doni          |
|    | Italia (bandiera)   | C     | Stefano Ferretti    |
|    | Italia (bandiera)   | C     | Maurizio Guariento  |
|    | Italia (bandiera)   | C     | Elio Gustinetti     |
|    | Italia (bandiera)   | D     | Paolo Mauri         |

| N. |                   | Ruolo | Calciatore          |
| -- | ----------------- | ----- | ------------------- |
|    | Italia (bandiera) | D     | Mauro Melotti       |
|    | Italia (bandiera) | P     | Maurizio Memo       |
|    | Italia (bandiera) | C     | Fabio Novelli       |
|    | Italia (bandiera) | A     | Amerigo Paradiso    |
|    | Italia (bandiera) | C     | Fabio Perinelli     |
|    | Italia (bandiera) | C     | Giuseppe Pregnolato |
|    | Italia (bandiera) | A     | Franco Rotella      |
|    | Italia (bandiera) | C     | Roberto Tavola      |
|    | Italia (bandiera) | A     | Danilo Tessari      |
|    | Italia (bandiera) | D     | Alessandro Zagano   |

## Risultati

### Serie C1 (girone A)

#### Girone di andata
| Arbitro: | Frattin (Castelfranco Veneto) |

|                                             |           |               |
| Labadini 18’ (rig.) Biffi 24’ Spagnuolo 85’ | Marcatori | 13’ Bresciani |

| Arbitro: | Caprini (Perugia) |

|                            |           |                  |
| Paradiso 39’ Perinelli 75’ | Marcatori | 47’ (rig.) Pozzi |

| Carrara 6 ottobre 1985 3ª giornata | Carrarese            | 0 – 0 | SPAL | Stadio Dei Marmi\| Arbitro: \| Nicoletti (Agropoli) \| |
| Arbitro:                           | Nicoletti (Agropoli) |       |      |                                                        |

| Arbitro: | Bruni (Arezzo) |

|               |           |                           |
| Perinelli 17’ | Marcatori | 74’ (rig.) Di Pietropaolo |

| Ferrara 20 ottobre 1985 5ª giornata | SPAL             | 0 – 0 | Modena | Stadio Paolo Mazza\| Arbitro: \| Fiorenza (Siena) \| |
| Arbitro:                            | Fiorenza (Siena) |       |        |                                                      |

| Arbitro: | Calabretta (Catanzaro) |

|                       |           |  |
| Da Re 32’ Coppola 56’ | Marcatori |  |

| Arbitro: | Vasselli (Roma) |

|              |           |  |
| Ferretti 80’ | Marcatori |  |

| Arbitro: | Trentalange (Torino) |

|             |           |                |
| Fratena 31’ | Marcatori | 74’ Gustinetti |

| Arbitro: | Scalcione (Matera) |

|  |           |                              |
|  | Marcatori | 25’ D'Agostino 38’ Ceccarini |

| Arbitro: | Quartuccio (Torre Annunziata) |

|  |           |             |
|  | Marcatori | 85’ Rotella |

| Arbitro: | Frattin (Castelfranco Veneto) |

|  |           |                                                |
|  | Marcatori | 35’, 88’ Pregnolato 47’ Bresciani 83’ Paradiso |

| Arbitro: | Bruni (Arezzo) |

|             |           |  |
| Rotella 50’ | Marcatori |  |

| Arbitro: | Nicoletti (Agropoli) |

|                  |           |               |
| Brescini 2’, 86’ | Marcatori | 24’ Bresciani |

| Arbitro: | Lo Russo (Milano) |

|                                      |           |           |
| Paradiso 54’ (rig.), 65’ (rig.), 82’ | Marcatori | 28’ Bardi |

| Arbitro: | Di Gennaro (Ercolano) |

|             |           |  |
| Benaglia 3’ | Marcatori |  |

| Arbitro: | Pucci (Firenze) |

|             |           |  |
| Rotella 47’ | Marcatori |  |

| Arbitro: | Mazzalupi (Roma) |

|  |           |               |
|  | Marcatori | 84’ Perinelli |

#### Girone di ritorno
| Arbitro: | Lombardi (La Spezia) |

|  |           |                         |
|  | Marcatori | 83’ (aut.) D'Eustacchio |

| Pavia 2 febbraio 1986 19ª giornata | Pavia               | 0 – 0 | SPAL | Stadio Comunale\| Arbitro: \| Bailo (Novi Ligure) \| |
| Arbitro:                           | Bailo (Novi Ligure) |       |      |                                                      |

| Arbitro: | Strada (Abbiategrasso) |

|  |           |                           |
|  | Marcatori | 51’ Lombardi 58’ Del Nero |

| Arbitro: | Fiorenza (Siena) |

|  |           |              |
|  | Marcatori | 25’ Paradiso |

| Arbitro: | Beschin (Legnago) |

|               |           |  |
| Catellani 62’ | Marcatori |  |

| Arbitro: | Mazzetti (Firenze) |

|               |           |  |
| Chiappino 70’ | Marcatori |  |

| Parma 9 marzo 1986 24ª giornata | Parma               | 0 – 0 | SPAL | Stadio Ennio Tardini\| Arbitro: \| Ruffinengo (Savona) \| |
| Arbitro:                        | Ruffinengo (Savona) |       |      |                                                           |

| Arbitro: | Nicoletti (Agropoli) |

|                            |           |                                     |
| Pregnolato 8’ Ferretti 81’ | Marcatori | 65’ (aut.), 73’ (aut.) D'Eustacchio |

| Arbitro: | Bruni (Arezzo) |

|            |           |                                       |
| Scarpa 88’ | Marcatori | 23’ Bresciani 59’ Tavola 71’ Ferretti |

| Arbitro: | Ceccarini (Livorno) |

|                            |           |  |
| Paradiso 38’ Bresciani 47’ | Marcatori |  |

| Arbitro: | Cafaro (Grosseto) |

|              |           |  |
| Bresciani 9’ | Marcatori |  |

| Arbitro: | Da Ros (Treviso) |

|                                 |           |               |
| Madonna 69’ (rig.) Tomasoni 73’ | Marcatori | 35’ Bresciani |

| Arbitro: | Nicchi (Arezzo) |

|              |           |  |
| Paradiso 68’ | Marcatori |  |

| Arbitro: | Monni (Sassari) |

|               |           |  |
| Casiraghi 77’ | Marcatori |  |

| Arbitro: | Merlino (Torre Annunziata) |

|                     |           |                                             |
| Paradiso 64’ (rig.) | Marcatori | 29’, 54’ Adami 70’ Zobbio 84’ Roccatagliata |

| Ancona 25 maggio 1986 33ª giornata | Ancona                        | 0 – 0 | SPAL | Stadio Dorico\| Arbitro: \| Boemo (Cervignano del Friuli) \| |
| Arbitro:                           | Boemo (Cervignano del Friuli) |       |      |                                                              |

| Arbitro: | Leita (Udine) |

|              |           |  |
| Paradiso 48’ | Marcatori |  |

### Coppa Italia

#### Girone H
| Cento 21 agosto 1985 1ª giornata | Centese         | 0 – 0 | SPAL | Stadio Loris Bulgarelli\| Arbitro: \| Bettini (Forlì) \| |
| Arbitro:                         | Bettini (Forlì) |       |      |                                                          |

| Arbitro: | Benazzoli (Bassano del Grappa) |

|  |           |                  |
|  | Marcatori | 58’ (rig.) Maini |

| Arbitro: | Schiavon (Padova) |

|                    |           |                        |
| Melotti 50’ (rig.) | Marcatori | 10’, 82’ (rig.) Frutti |

| Arbitro: | Giuriola (Rovigo) |

|               |           |  |
| Perinelli 25’ | Marcatori |  |

| Arbitro: | Nicchi (Arezzo) |

|              |           |                    |
| Maestroni 9’ | Marcatori | 52’ (rig.) Melotti |

| Arbitro: | Grechi (Milano) |

|             |           |  |
| Rabitti 89’ | Marcatori |  |